# Studeriotes debilis
Studeriotes debilis is een zachte koraalsoort uit de familie Viguieriotidae. De koraalsoort komt uit het geslacht Studeriotes. Studeriotes debilis werd in 1931 voor het eerst wetenschappelijk beschreven door Thomson & Dean. 